# Ostha seleniata
Ostha seleniata là một loài bướm đêm trong họ Noctuidae.